# Kanyangezi
Kanyangezi är ett periodiskt vattendrag i Burundi.   Det ligger i provinsen Ruyigi, i den centrala delen av landet, 120 kilometer öster om huvudstaden Bujumbura.
Omgivningarna runt Kanyangezi är en mosaik av jordbruksmark och naturlig växtlighet. Runt Kanyangezi är det ganska tätbefolkat, med 111 invånare per kvadratkilometer.